# Бриджвотер (Айова)
Бриджвотер (англ. Bridgewater) — місто (англ. city) в США, в окрузі Адер штату Айова. Населення — 148 осіб (2020).

## Географія
Бриджвотер розташований за координатами 41°14′50″ пн. ш. 94°40′8″ зх. д. / 41.24722° пн. ш. 94.66889° зх. д. (41.247099, -94.668938).  За даними Бюро перепису населення США в 2010 році місто мало площу 0,75 км², уся площа — суходіл.

## Демографія
Згідно з переписом 2010 року, у місті мешкали 182 особи в 89 домогосподарствах у складі 48 родин. Густота населення становила 243 особи/км².  Було 100 помешкань (134/км²).
Расовий склад населення:
| - 95,1 % — білих - 0,5 % — азіатів |

До двох чи більше рас належало 3,8 %. Частка іспаномовних становила 0,5 % від усіх жителів.
За віковим діапазоном населення розподілялося таким чином: 21,4 % — особи молодші 18 років, 50,0 % — особи у віці 18—64 років, 28,6 % — особи у віці 65 років та старші. Медіана віку мешканця становила 47,3 року. На 100 осіб жіночої статі у місті припадало 114,1 чоловіків;  на 100 жінок у віці від 18 років та старших — 110,3 чоловіків також старших 18 років.
Середній дохід на одне домашнє господарство  становив 46 228 доларів США (медіана — 44 107), а середній дохід на одну сім'ю — 55 489 доларів (медіана — 48 250). За межею бідності перебувало 8,5 % осіб, у тому числі 0,0 % дітей у віці до 18 років та 18,9 % осіб у віці 65 років та старших.
Цивільне працевлаштоване населення становило 72 особи. Основні галузі зайнятості: освіта, охорона здоров'я та соціальна допомога — 36,1 %, фінанси, страхування та нерухомість — 13,9 %, будівництво — 12,5 %.